# El Lisht

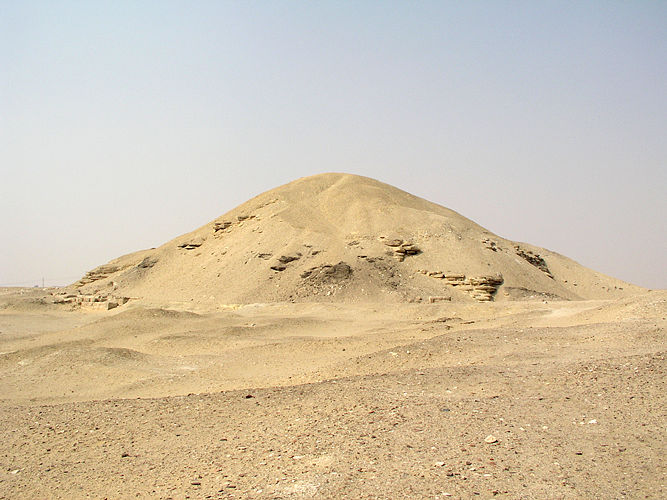
Pirámide de Amenemhat I en El Lisht.

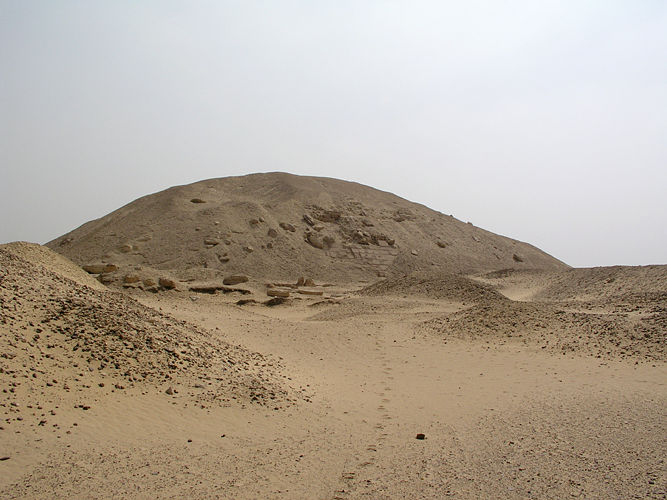
Pirámide de Senusert I (Sesostris I) en El Lisht.

EL Lisht (اللثت) es el nombre moderno de una aldea localizada a sesenta kilómetros al sur de El Cairo, Egipto, en cuyas inmediaciones se encuentran los restos de dos grandes pirámides y una necrópolis, datadas en época del Imperio Medio de Egipto.
Se deduce por los textos de la época que Amenemhat I, el primer faraón de la dinastía XII, trasladó la capital a una ciudad nueva denominada Amenemhat-ity-tauy «Amenemhat, el Señor de las Dos Tierras», o Itytauy, y aunque la ubicación exacta se desconoce, se estima que estaría cerca de la necrópolis real de El Fayum, en El Lisht.

## Restos arqueológicos
Aún perduran los restos de dos complejos de pirámides erigidas por faraones de la dinastía XII: 
- Amenemhat I La pirámide alta y hermosa (Lado = 78,5 m,  altura = 55 m)
- Sesostris I La pirámide que domina los dos países (Lado = 105 m,  altura = 61 m)

La pirámide y el complejo de la pirámide de Senusert I (Sesostris I) es uno de los mejor preservados del Imperio Medio.
Alrededor de las pirámides fueron encontradas cientos de tumbas de funcionarios y miembros de la familia real sepultados durante las dinastías XII y XIII. La tumba de Senebtisi fue encontrada intacta y todavía contenía un interesante conjunto de joyas.

## Planos de las plantas
|  |  |